# Valentina L. Garzaová
Valentina L. Garzaová (* 30. března 1975 Los Angeles) je kubánsko-americká scenáristka a televizní producentka, jež se v minulosti podílela například na seriálech Jane the Virgin, Simpsonovi, Bordertown, The Baker and the Beauty a George Lopez. Garzaová byla také výkonnou producentkou a scenáristkou pilotního dílu spin-offu Jane the Virgin, seriálu Jane the Novela.
Garzaová vystudovala literaturu na univerzitě v Berkeley a žije v Los Angeles se svým manželem a dětmi.
Napsala také texty písní „Small Strike Zone“, „Off to Work“, „It's Time“ a „Time to Say Goodbye“ pro své díly Simpsonových Dědíme po dědovi a Čtyři velké ženy a manikúra.